# Džebel Irhoudu
Džebel Irhoud ali Adrar n Ighoud (standardni maroški tamazight: ⴰⴷⵔⴰⵔ ⵏ ⵉⵖⵓⴷ; romanizirano Adrar n Iɣud; arabsko جبل إيغود, maroško arabsko: žbəl iġud), je arheološko najdišče severno od mesta Tlet Ighoud v provinci Youssoufia, približno 50 km jugovzhodno od mesta Safi v Maroku. Znano je po fosilih homininov, ki so jih tam našli od odkritja najdišča leta 1961. Vzorci so bili prvotno domnevni za neandertalce, nato pa so jih pripisali Homo sapiensu in, kot so poročali leta 2017, so bili datirani na približno 300.000 let pred sedanjostjo (286±32 ka za Irhoud 3 mandibulo, 315±34 ka na podlagi drugi fosili in artefakti iz kremena, najdeni v bližini).

## Najdišče
Najdišče je ostanek jame, napolnjene z 8 metri usedlin iz pleistocenske dobe, ki je na vzhodni strani kraškega izdanka apnenca na nadmorski višini 562 metrov. Odkrili so jo leta 1961, ko so na tem območju kopali mineral barit. Rudar je v steni jame odkril lobanjo, jo izvlekel in dal inženirju, ki jo je nekaj časa hranil kot spominek. Sčasoma so jo predali Univerzi v Rabatu, ki je organizirala skupno francosko-maroško odpravo na najdišče, ki jo je vodil antropolog Émile Ennouchi.

### Zgodovina izkopavanj
Ennouchi in njegova ekipa so začeli z izkopavanjem Džebel Irhouda leta 1961. Pred začetkom izkopavanja je Ennouchijeva ekipa odstranila 2000 ton usedlin, ki so prekrivali arheološke plasti z uporabo nizkoaktivnih eksplozivov. Pri izkopavanju, ki ga je zaključila Ennouchijeva ekipa, so bile uporabljene vodoravne poljubne 50 cm debele stratigrafske plasti. Ennouchijeva ekipa je identificirala ostanke približno 30 vrst sesalcev, od katerih so nekateri povezani s srednjim pleistocenom, vendar stratigrafski izvor teh ostankov ni znan. Med izkopavanji so odkrili dva fosila hominina, Irhoud 2 in Irhoud 3, ki sta bila identificirana kot odrasel in otrok. S tem povezano litično tehnologijo so opredelili kot mousteriansko, zaradi česar so irhoudske hominine sprva identificirali kot neandertalce. Ennouchijeva ekipa je bila tudi prva, ki je poskušala datirati najdišče. Uporabili so radiokarbonsko datiranje, vendar so njihovi rezultati razkrili, da je najdišče starejše od 50.000 let in zato presega zmožnosti radiokarbonskega datiranja.
Drugo izkopavanje sta izvedla Jacques Tixier in Roger de Bayle des Hermens v letih 1967 in 1969, med katerim je bilo v jami identificiranih 22 plasti v iskanju več fosilov homininov. Irhoud 4 in 5 sta bila identificirana med temi izkopavanji in sta bila prva človeška ostanka, najdena v znanem stratigrafskem kontekstu na tem mestu. Ti ostanki hominina so bili najdeni v povezavi z orodno industrijo, razvrščeno kot levallois mousterian.
Jean-Jacque Hublin je izvedel novejša izkopavanja, ki so se začela leta 2004. Ta izkopavanja so nadaljevala delo izkopavanj v 1960-ih, pri čemer so izvedli podrobnejšo študijo stratigrafije in konteksta najdišča. Med temi izkopavanji sta bila odkrita Irhoud 10 in Irhoud 11, oba identificirana kot odrasla posameznika. Nedavno delo identificira posameznike Džebel Irhoud kot zgodnje člane klada H. sapiens.

### Stratigrafija
Stratigrafske plasti najdišča so bile prvotno opredeljene med izkopavanji v poznih 1980-ih, z različnimi stratigrafskimi plastmi, identificiranimi med novejšimi raziskavami, tokrat definiranimi z uporabo geoloških načel. Opis novejše stratigrafije najdišča je naslednji: plasti 1-3 ne vsebujejo veliko arheološkega materiala, plasti 4-6 vsebujejo nekaj arheološkega materiala (litično orodje) in zooarheološke ostanke (predvsem vrste Gazella), plast 7 vsebuje sediment, opisan kot »cementiran« in vsebuje večjo gostoto arheoloških materialov (litično orodje, nekaj ožganih) in zooarheološki ostanki (predvsem bovidov) kot zgornje plasti in ustreza plasti, kjer so bili najdeni prvi fosili Džebel Irhouda.

### Geologija
Džebel Irhoud je območje z veliko geološko raznolikostjo, vključno s triasnimi formacijami in jamo Charkarkar ter nahajališči fosfatov Ganntour; čeprav je bilo ugotovljeno, da je ta raznolikost še vedno slabo poznana in ne promovirana v javnosti. Trenutna geomorfologija Džebel Irhouda je nastala med dogodkom, imenovanim hercinska orogeneza. Ta dogodek se je zgodil med 310. in 280. Ma in je ustvaril vergentne gube proti zahodu. Tri primarne geološke formacije, ki prispevajo k pokrajini Džebel Irhoud: (1) baritne žile, (2) cone barita ali substitucije in (3) kraške usedline.

## Datacija

### Zgodnje delo: morfologija in litična tehnologija
Sprva so najdbe razlagali kot neandertalske, saj naj bi bila z njimi najdena kamnita orodja povezana izključno z neandertalci.
Ostanki so imeli arhaične fenotipske značilnosti, za katere se domneva, da so značilni za neandertalce in ne za Homo sapiensa. Domnevali so, da so stari približno 40.000 let, vendar so o tem dvomili favnistični dokazi, ki kažejo na srednjepleistocenski datum, pred približno 160.000 leti. Zaradi tega so bili fosili ponovno ocenjeni kot predstavljajo arhaično obliko Homo sapiensa ali morda populacijo Homo sapiensa, ki se je križala z neandertalci. To je bilo skladno s konceptom, da takrat najstarejši znani ostanki Homo sapiensa, datirani pred približno 195.000 leti in najdeni v Omo Kibišu v Etiopiji, nakazujejo vzhodnoafriški izvor človeka pred približno 200.000 leti. Ostanke etiopskega Oma, ki smo jih pred kratkim datirali na približno 233.000 let.

### Novejše metode datiranja: termoluminiscenčno datiranje in žgani litiki
Datiranje, ki ga je izvedel Inštitut za evolucijsko antropologijo Maxa Plancka v Leipzigu, je razkrilo, da je najdišče Džebel Irhoud veliko starejše, kot so sprva mislili. Nova izkopavanja, ki jih je leta 2004 izvedla skupina Hublin, so odkrila več kot 20 novih kosti iz ostankov najmanj petih ljudi in številna kamnita orodja. Najdbe so vključevale del lobanje, čeljustno kost, zobe in kosti okončin, ki so prišli od treh odraslih, mladoletnika in otroka, starega približno sedem let in pol.
Nekaj orodij je zgorelo zaradi kurjenja ognja, domnevno potem, ko so ga odvrgli. Raziskovalci so uporabili termoluminiscenčno datiranje, da bi ugotovili, kdaj je prišlo do žganja teh kamnitih orodij in, po nadomestku, starost fosilnih kosti, ki so jih našli v isti plasti depozita.
Leta 2017 so sežgana orodja datirali pred približno 315.000 leti, kar kaže, da so fosili približno enake starosti. Ta zaključek je bil potrjen s ponovnim izračunom starosti spodnje čeljusti Irhouda 3, ki je dal starostni razpon, ki je združljiv s starostjo orodij, približno 280.000 do 350.000 let. Če držijo, bi ti datumi pomenili, da so ostanki daleč najzgodnejši znani primeri Homo sapiensa.
To nakazuje, da so bili sodobni ljudje morda prisotni po vsej Afriki 100.000 let prej, namesto da bi se pojavili v vzhodni Afriki pred približno 200.000 leti. Po besedah avtorja študije Jean-Jacquesa Hublina: »Zamisel je, da se je zgodnji Homo sapiens razpršil po celini in da so se elementi človeške modernosti pojavili na različnih mestih, zato so različni deli Afrike prispevali k nastanku tega, kar danes imenujemo moderni ljudje.« Zgodnji ljudje so morda sestavljali veliko populacijo, ki se je križala po Afriki pred približno 330.000 do 300.000 leti. Tako se je vzpon sodobnega človeka morda zgodil na celinski ravni, namesto da bi bil omejen na določen kotiček Afrike.

## Človeški ostanki
Najdišče je najbolj znano po svojih fosilih homininov in od njegovega odkritja so v Džebel Irhoudu našli dvaindvajset fosilnih ostankov homininov. Ko so jih prvič odkrili, so jih interpretirali kot ostanke neandertalca. Od takrat so bili predlagani tudi kot zgodnja oblika H. sapiensa, ki se je križala z neandertalci, ali pa so predstavljali drugačno pozno preživelo arhaično populacijo v Afriki.[22] Nedavne raziskave izpodbijajo te trditve in sklepajo, da ostanki hominina Jebel Irhoud predstavljajo zgodnjo obliko klade H. sapiens, ki je bila prisotna v srednjem pleistocenu.
Ennouchi je odkril lobanjo, ki jo je poimenoval Irhoud 1. Zdaj je na ogled v Arheološkem muzeju v Rabatu. Naslednje leto je odkril del druge lobanje, imenovan Irhoud 2, nato pa je odkril spodnjo čeljust otroka, označenega Irhoud 3. Tixierjevo izkopavanje je odkrilo nadlahtnico, označeno kot Irhoud 4, in kolčno kost, zabeleženo kot Irhoud 5.
Nadaljnja izkopavanja so izvedli ameriški raziskovalci v 1990-ih, od leta 2004 pa ekipa, ki jo je vodil Jean-Jacques Hublin. Hublin in sodelavci so pred kratkim odkrili Irhouda 10 in 11, ki sta bila identificirana kot odrasla in sta bila sestavni del določanja vrstne klasifikacije ostankov hominina.

### Morfologija
Najpomembnejši anatomski vidiki pri razvrščanju ostankov v Džebel Irhoudu so obrazna/kranialna, zobna in mandibularna morfologija teh vzorcev. Nedavne študije, ki so temeljile na teh morfoloških lastnostih, so identificirale posameznike Džebel Irhouda kot bližje morfologiji sodobnega človeka kot arhaični morfologiji homininov, kar jih uvršča v zgodnje faze klada Homo sapiens.
Izkopavanja, ki jih je leta 2004 izvedla skupina Hublin, so odkrila več kot 20 novih kosti iz ostankov najmanj petih posameznikov in kamnito orodje. Najdbe so vključevale del lobanje, čeljustno kost, zobe in kosti okončin, ki so pripadale trem odraslim, mladoletniku in otroku, staremu približno sedem let in pol. Obrazne značilnosti lobanje so podobne sodobnemu H. sapiensu, vendar je imel veliko večje spodnje čeljusti in bolj podolgovate zadnje možganske dele. Imajo podobne lastnosti kot lobanja iz Florisbada, ki je bila stara 260.000 let in so jo odkrili v Florisbadu v Južni Afriki. Lobanja iz Florisbada je bila zdaj pripisana Homo sapiensu zaradi najdb v Džebel Irhoudu.

## Kamnito orodje
Kamnito orodje/litični sklop je bil povezan z mousterskimi litičnimi sklopi, vendar je bil v zadnjem času opisan kot sklop srednje kamene dobe zaradi prisotnosti pripravljenega jedra ali tehnologije Levallois in želje, da bi prešli k uporabi imena afriške industrije namesto evropske.
Strgala so najpogostejša vrsta orodij, ki jih najdemo v skupini (zlasti mousterijske konice in déjeté strgala), ki jih spremljajo jedra, luknjači, zarezani kosi in nekaj ostankov lusk. Raziskovalci so opazili, da zbirka vsebuje veliko retuširanih orodij. V skupini manjkajo tudi bifacialna orodja in orodja, ki nakazujejo atersko industrijo.
Nedavne analize litičnih sklopov kažejo, da so Trixierjeva prvotna opazovanja litičnih sklopov, izkopanih v 1960-ih, še vedno dosledna glede na nedavno izkopane sklope. Najpogostejše surovine tega sklopa so kvarcit in kremen. Od teh surovin so orodja iz kremena/roženca pogosteje retuširana. Vir surovine za orodje iz kremena je bil identificiran kot Džebel Khiyyat (Mekala). Džebel Khiyyat je oddaljen 30 km južno od Džebel Irhouda. Nizke frekvence ostankov kosmičev v primerjavi s celotnim orodjem in visok odstotek retuširanih orodij so povzročili, da so raziskovalci domnevali, da je na kraju samem prišlo do majhnega lomljenja. Prisotnost kamnitih orodij, ki so bila sežgana skupaj z živalskimi ostanki in dokazi o klanju kažejo, da so bila orodja verjetno uporabljena ob požarih v Džebel Irhoudu.

## Pomen kulture in dediščine
V zadnjih letih je bil Džebel Irhoud opredeljen kot pomemben kraj za turizem in kulturno dediščino, tako zaradi antropološkega kot geološkega pomena. Podani so bili predlogi za povečanje turizma na mestu, saj so verjeli, da bo to izboljšalo življenjske razmere in socialno-ekonomske priložnosti za bližnje prebivalstvo.